# Liceu (Metro Barcelona)
Liceu ist der Name einer Tunnelstation der Metro Barcelona, die sich unter den Ramblas, zwischen dem Gran Teatre del Liceu und dem Mercat de la Boqueria, im Stadtteil Ciutat Vella befindet.
Die Haltestelle wurde 1925 als Teil der ersten Erweiterung der Gran Metropolitano de Barcelona eingeweiht und trug damals noch den Namen Liceo. Im Rahmen der Neuorganisation der Liniennummern und verschiedener Namensänderungen im Jahr 1982 wurde die Station Teil der Linie L3 und wurde infolge der Katalanisierung in Liceu umbenannt. Im Sommer 2008 wurden verschiedene Renovierungsarbeiten abgeschlossen.
Aufgrund ihrer Lage in der Nähe verschiedener Sehenswürdigkeiten ist die Haltestelle vergleichsweise stark von Touristen frequentiert.

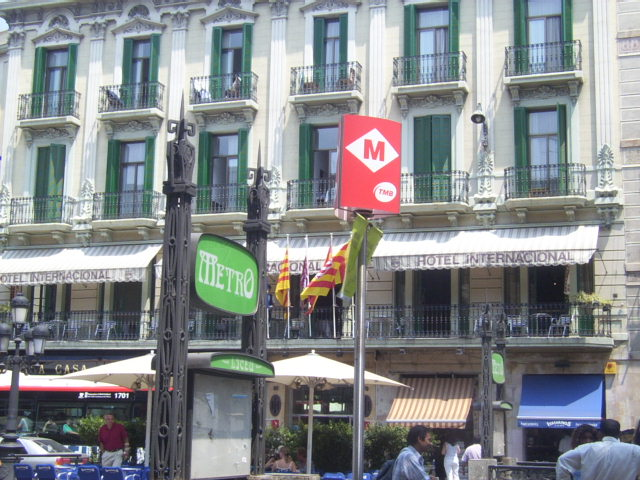
Der Eingangsbereich auf der Rambla